# Berufsgenossenschaft Handel und Warenlogistik

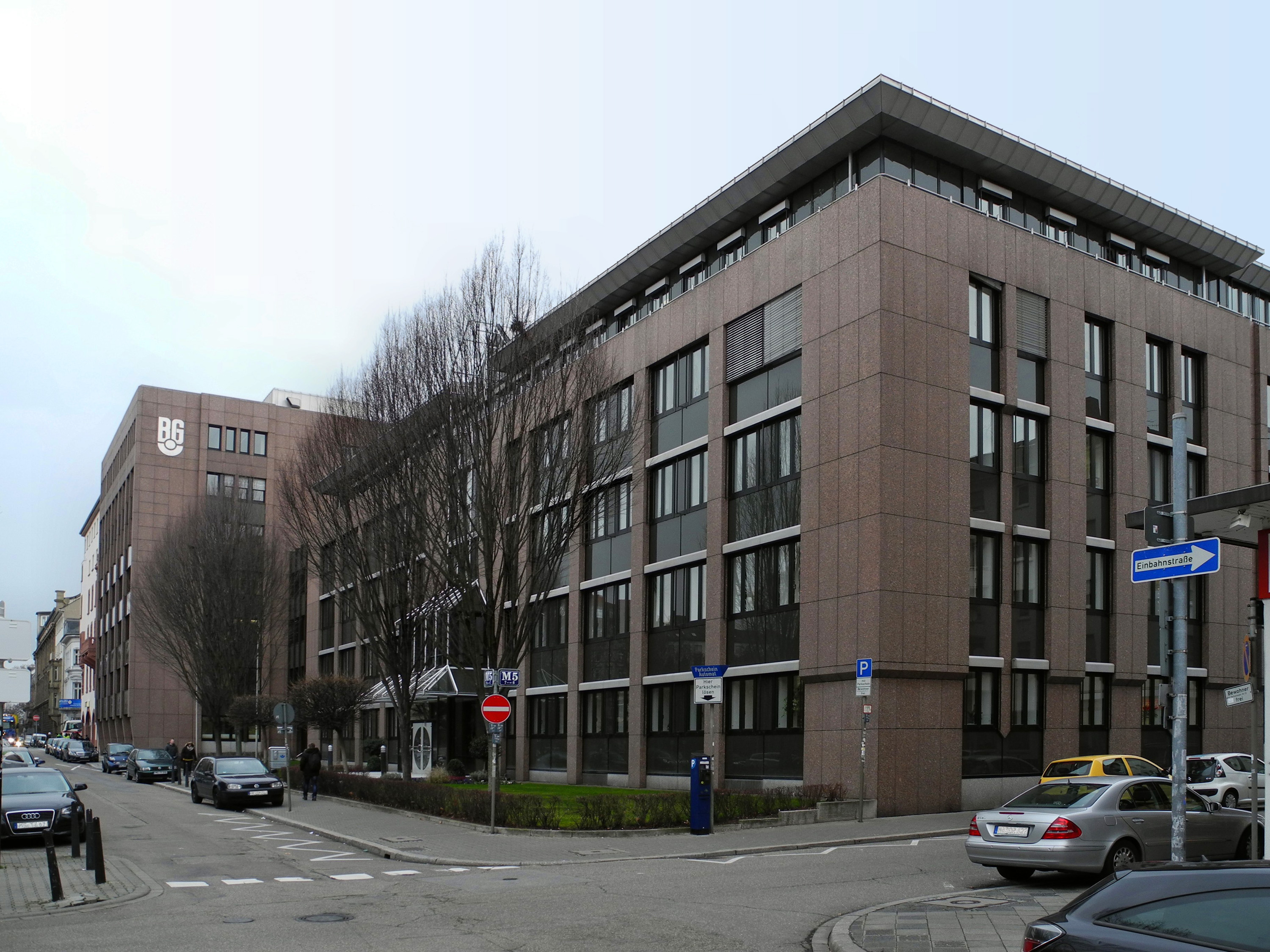
BGHW Mannheim

Die Berufsgenossenschaft Handel und Warenlogistik (BGHW) ist eine gewerbliche Berufsgenossenschaft und somit Träger der gesetzlichen Unfallversicherung.

## Geschichte
Die Berufsgenossenschaft Handel und Warendistribution ist am 1. Januar 2008 aus einer Fusion der Berufsgenossenschaft für den Einzelhandel und der Großhandels- und Lagerei-Berufsgenossenschaft entstanden. Ziel der Fusion waren eine Straffung der Organisation und höhere Effektivität. Zum 1. Januar 2015 wurde die BGHW von „Berufsgenossenschaft Handel und Warendistribution“ in „Berufsgenossenschaft Handel und Warenlogistik“ umbenannt.

## Mitglieder / Versicherte
Zu den Mitgliedsbetrieben gehören rund 380.000 Unternehmen des Groß- und Einzelhandels sowie der Warenverteilung. Insgesamt sind bei der BGHW etwa 4,6 Millionen Menschen gegen Arbeitsunfälle und Berufskrankheiten versichert.

## Gliederung
Die BGHW hat ihren Sitz in Mannheim mit einem weiteren Direktionssitz in Bonn. Daneben unterhält die BGHW fünf Regionaldirektionen, welche an neun Standorten (Berlin, Bonn, Bremen, Essen, Gera, Hamburg, Mainz, Mannheim und München) vertreten sind.
Es werden mehr als 1800 Angestellte beschäftigt.